# NGC 3935
NGC 3935 is een spiraalvormig sterrenstelsel in het sterrenbeeld Grote Beer. Het hemelobject werd op 9 april 1827 ontdekt door de Britse astronoom John Herschel.

## Synoniemen
- UGC 6843
- MCG 6-26-49
- ZWG 186.61
- KUG 1149+326
- PGC 37183